# Hydromanicus luctuosus
Hydromanicus luctuosus är en nattsländeart som beskrevs av Georg Ulmer 1905. Hydromanicus luctuosus ingår i släktet Hydromanicus och familjen ryssjenattsländor. Inga underarter finns listade i Catalogue of Life.